# MMANA
MMANA — бесплатное (freeware) программное обеспечения для моделирования активных проводных антенн.
Вычислительной основой MMANA является программа MININEC Ver.3, которую создали J.C. Logan и J.W. Rockway в Naval Ocean Systems Center (г. Сан-Диего, штат Калифорния, США). Все дополнительные функции и интерфейсы пользователя разработаны известным программистом Маkotо Mori. Встроенная библиотека MMANA содержит примеры более 200 антенн.

## Описание
Позволяет масштабировать антенну на произвольную частоту, расчёт параметров устройства согласования, отображение 2D и 3D диаграмм направленности антенны и ее амплитудно-частотной характеристики.
MMANA имеет ограничения при моделировании подстилающей поверхности. Программу целесообразно использовать для антенн, сформированных из прямолинейных сегментов, общее количество которых не превышает 4096. Конфигурация антенны в виде последовательности координат начала и конца каждого из прямолинейных отрезков хранится в текстовом файле специального формата с расширением «.maa».